# چاه دو عدد حوضچه بابانجم
چاه دو عدد حوضچه بابانجم مربوط به دوره صفوی است و در شهرستان فیروزآباد، بخش مرکزی، مطقه بابانجم واقع شده و این اثر در تاریخ ۱۱ شهریور ۱۳۸۲ با شمارهٔ ثبت ۹۸۲۱ به‌عنوان یکی از آثار ملی ایران به ثبت رسیده است.